# アキバ系アイドル
アキバ系アイドル（アキバけいアイドル）とは、狭義には「秋葉原」を活動の中心とした女性アイドルを指す言葉。広くは単にイメージからアキバ系と呼ばれるケースも少なくない。またライブアイドル（地下アイドル）と同義に使われることもある。

## 定義

### 狭義：秋葉原を中心に活動するアイドル
主に地上波の歌番組やドラマなどの出演をとおして全国的な知名度を持つアイドルに対し、秋葉原を中心にライブハウス、店舗イベント（インストア・ライブと呼ばれる）、路上ライブ、撮影会などの活動を行うアイドルのことを指す。
秋葉原という街の性質上、美少女アニメ・ゲームといった萌え要素を意識したアイドルも多く見られる。近年はネットテレビなどにも活動の機会を見出している。アキバ系アイドルは物販で自らCD、DVD（その多くはインディーズレーベルであったり、手作りのCD-Rであったりする）、グッズを直接ファンに売ったり、イベントでファンとコミュニケーションを取るなど、メジャーアイドルにはない親近感を与えている。

#### 沿革
1970年代から1980年代までは、オタクという概念すら曖昧な時代であり、一般的でない趣味に傾倒する人を指して、オタクの他に、ビョーキとも呼んでいた。当時の秋葉原は無線機とコンピュータの商店街であり、客は男性が殆どで、女性が秋葉原に好んで向かう事は無かった。秋葉原における女性アイドルの活動は、1990年代前半に始まった。1991年に九十九電機が東宝芸能に所属しているアイドル女優の越智静香を広告に起用し、当時のツクモパソコン本店地下にて同アイドルのイベントが開催されていた。秋葉原にコミュニティFM局を作り、そのDJに若い女性タレントが起用されたのも1990年代である。この頃はまだ特性や文化的な志向を同じくする者たちを“〜系”と呼ぶことは一般的ではなく、“アキバ系”という言葉自体が社会的には存在しなかった。秋葉原に起用された女性アイドル自身も、活動の一環で偶然起用されたに過ぎず、秋葉原の文化の表現を特別に意識していたわけではない。
1991年にはライブアイドルの元祖である水野あおいが活動を開始した。1994年頃、デビュー前の桃井はるこや田村ゆかりに衝撃を与え、アキバ系アイドルを生み出す切っ掛けを作った。当時はライブアイドルを「プレアイドル」と呼んでいた。
1997年、桃井はるこはヴァーチャルアイドルもあいはることして、ときめきメモリアルのコスプレにパワーグローブという出で立ちで秋葉原の路上でライブなどを行った。桃井は自身が秋葉原を愛するおたくであると公言し、おたく文化を肯定的に発信したため、オタク趣味を取り入れたアイドルの先駆けとなり、後に「元祖アキバ系アイドル」、「アキバの女王」などと言われるようになる。アニメやゲームへの傾倒の他に、アイドル愛好家の集団にも属していた。更に、小学生の頃に三才ブックスの書籍のファンになり、高校時代にはパソコン通信を嗜んだり、デビューしてからはHTMLを直接編集して自作の公式Webサイトを制作するなど、コンピュータにも親和性が有ることから、正真正銘のアキバ系アイドルの元祖と言える。
2002年10月から2003年3月にかけて放送されたテレビ東京の深夜番組『秋葉な連中』で、森由理香、宇佐美なな、原田明絵（後にアイドルユニットMUH〜を結成）、きこうでんみさ、葉里真央などが登場するが、当時はまだこの番組でも「アキバ系」という言葉は使われていない。2004年から2005年頃にメディア等で使われ始めており、『電車男』の映画化やドラマ化も相俟って「アキバ系」という言葉は一般に定着した。またこの頃から「アキバ系のアイドル」という意味で「アキバ系アイドル」という表記も見られるようになった（後述）。『電車男』以前は大人がアニメを視聴すること自体が奇異に思われていたが、ドラマのヒットでアキバ系を巡る流れが大きく変わって行った。
その後、『電車男』ブームに乗る形で、2005年頃から中川翔子がオタクのライフスタイルを全国ネットの一般的な番組でも披露し始めた。2006年のTBS系列で放送された『個人授業』というTV番組では、「オタク学」で講師として出演し、和田アキ子と共に涼宮ハルヒのコスプレを行うなど、一般のタレントも巻き込む事で意外性から注目を集めた。2008年にブログのアクセス数で眞鍋かをりを抜いて『新・ブログの女王』と呼ばれた事で、一般的な意味でも成功し、アキバ系タレント自体が一般に認知されて行った。桃井はるこより1世代後のためか、ブログの投稿ではHTMLを自らコーディングすることはなく、既成のブログシステムを活用して携帯電話からブログを更新している。中川翔子はしょこたん語という形でネットスラングの亜種も忌憚なく使用し、2ちゃんねる発祥のネットスラングも一般に普及して行った。当時のオタクには、過去に宮﨑勤が起こした東京・埼玉連続幼女誘拐殺人事件の影響もあって、社会性が欠落した犯罪者予備軍の男というパブリックイメージが存在したが、中川翔子が示した「クリーンなパブリックイメージがある美人な若年女性でもオタクに成り得る」という事実は世間にクリーンなオタク像を提示して衝撃を与えることになり、オタク文化の一般化を加速させた。
なお2005年に起きた秋葉原ブームに乗って大手事務所などに所属するアイドルも売出し戦略の一環でアキバ系アイドルのスタイルを取り入れることがあり、例えばAKB48は当初秋葉原を拠点として「会いに行けるアイドル」というキャッチフレーズで活動し、インディーズ時代のPerfumeは秋葉原で路上ライブを行うなどしていた。しかし、既に何れのグループもメジャー化してからはアキバ系的な要素は抜け、一般的な音楽ユニットと化している。
2006年頃から、警察の黙認に甘える形で、コスプレイヤーによる歩行者天国での撮影会やライブパフォーマンスが盛んになり、一般人が秋葉原でライブ活動を行う例が増えた。しかし、2008年に通り魔事件が起きた事で、歩行者天国が廃止され、2011年に再開した後も、路上活動は厳しく禁止されるようになった。
2010年代に入ると、アキバ系の趣味自体が一般化して行ったため、特殊な事物を指すアキバ系という言葉自体が廃れて行った。それに伴い、アキバ系アイドルを名乗る事例も極端に減って行った。同時に、一般観光客の増加に伴って、繁華街やビジネス街として再整備された事で、秋葉原のアングラ的な雰囲気は薄まって行き、オタクの街として際立った特徴は無くなった。Amazon.co.jpなどのECサイトの台頭で、店舗に通う必要が無くなった事も大きく影響している。

### 広義：アキバ系の人々に人気のあるアイドル
「アキバ系」という言葉が定着して以降は、秋葉原での活動に限定せず、アキバ系の人々を対象に活動を行うアイドル、自身がアキバ系に該当するアイドル、アキバ系から連想される活動を行っているアイドルを指すこともある。
例えば、
- 眼鏡が特徴の時東ぁみや、「こりん星」から来たと称する小倉優子[注 6]
- 自らオタク的趣味を持つアイドル
- 秋葉原に多いメイド喫茶から生まれたアイドル
- アイドル的な活動をする声優

以上のようなアイドルもアキバ系のアイドルとされることがある。
また、知名度が高く幅広いファン層を持つアイドルであっても、アキバ系とされる。

## アキバ系アイドルとされる人物・グループ
Category:アキバ系アイドルを参照。